# Isdera
ISDERA, acronyme dont la signification est Ingenieurbüro für Styling, DEsign und RAcing (Société d'ingénierie pour le style, la conception et la course) est un constructeur automobile allemand basé dans un petit atelier de Hildesheim. La société était originellement basée à Leonberg.
Chaque voiture de sport est construite à la main par une petite équipe d'artisans, sur mesure, pour son acheteur qui doit commander son véhicule directement auprès du chef de la direction. Un délai d'attente de 24 semaines est à prévoir entre la finalisation du projet et la réalisation du véhicule.

## Histoire

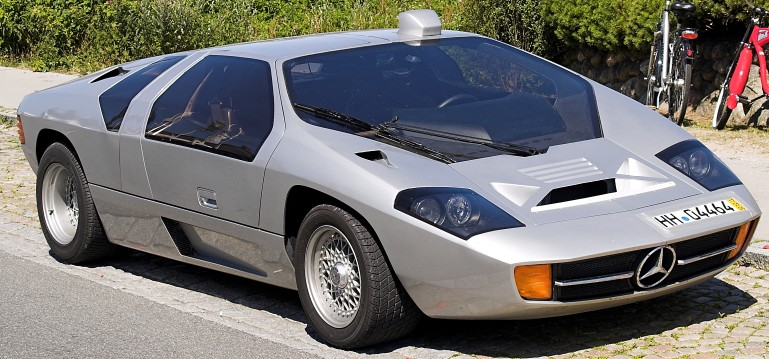
Le concept-car Mercedes-Benz CW 311 qui sera dérivé en Isdera Imperator

Le premier véhicule conçu par Eberhard Schulz, Erator GTE, une réplique de Ford GT40 est construit en 1969. Parallèlement à son travail chez Porsche, Eberhard Schulz développe pendant son temps libre son idée pour le successeur de la Mercedes-Benz 300 SL. Il quitte Porsche peu après et rejoint B&B GmbH & Co Auto KG. En 1978, Mercedes-Benz présente un concept-car au salon de Francfort, la Mercedes-Benz CW 311, conçu par Schulz et promu par B&B.
Désormais séparé de B&B, Schulz créé en 1982 à Leonberg  son propre constructeur automobile baptisé Isdera (pour Ingenieurbüro fur Styling, DEsign und RAcing). Sa première voiture, la Spyder 033, est présentée en 1982. Elle est suivie par l'Imperator en 1984, la Spyder 033-16 en 1985, la Spyder 036i en 1987, la Commendatore en 1993 et l'AK116i Autobahnkurier en 2006.
Chaque modèle est dévoilé à l'occasion du Salon international de l'automobile de Genève. On estime à environ 70 le nombre de voitures vendues depuis 1983.
La marque Isdera a fermé ses portes en mai 2025.

## Les modèles

### Isdera Imperator

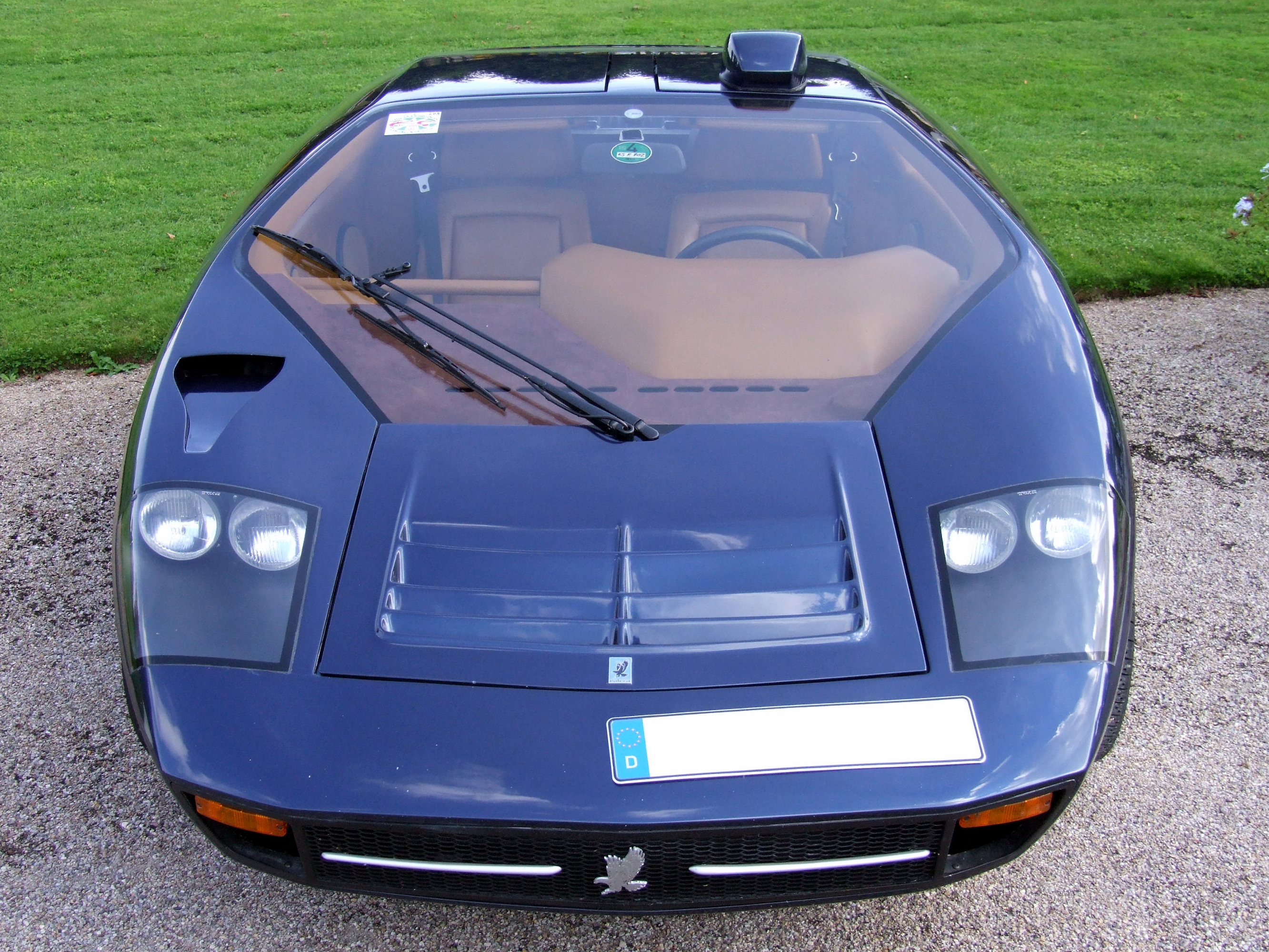
Isdera Imperator

Conçue comme la version routière de la CW 311, l'Isdera Imperator est construite de 1984 à 1991. Pour un poids de 1 250 kg, elle atteint la vitesse maximale de 282 km/h. La voiture dispose d'un moteur V8 M117 Mercedes-Benz de 5,547 litres développant 300 chevaux et une transmission manuelle à 5 rapports.

### Isdera Spyder

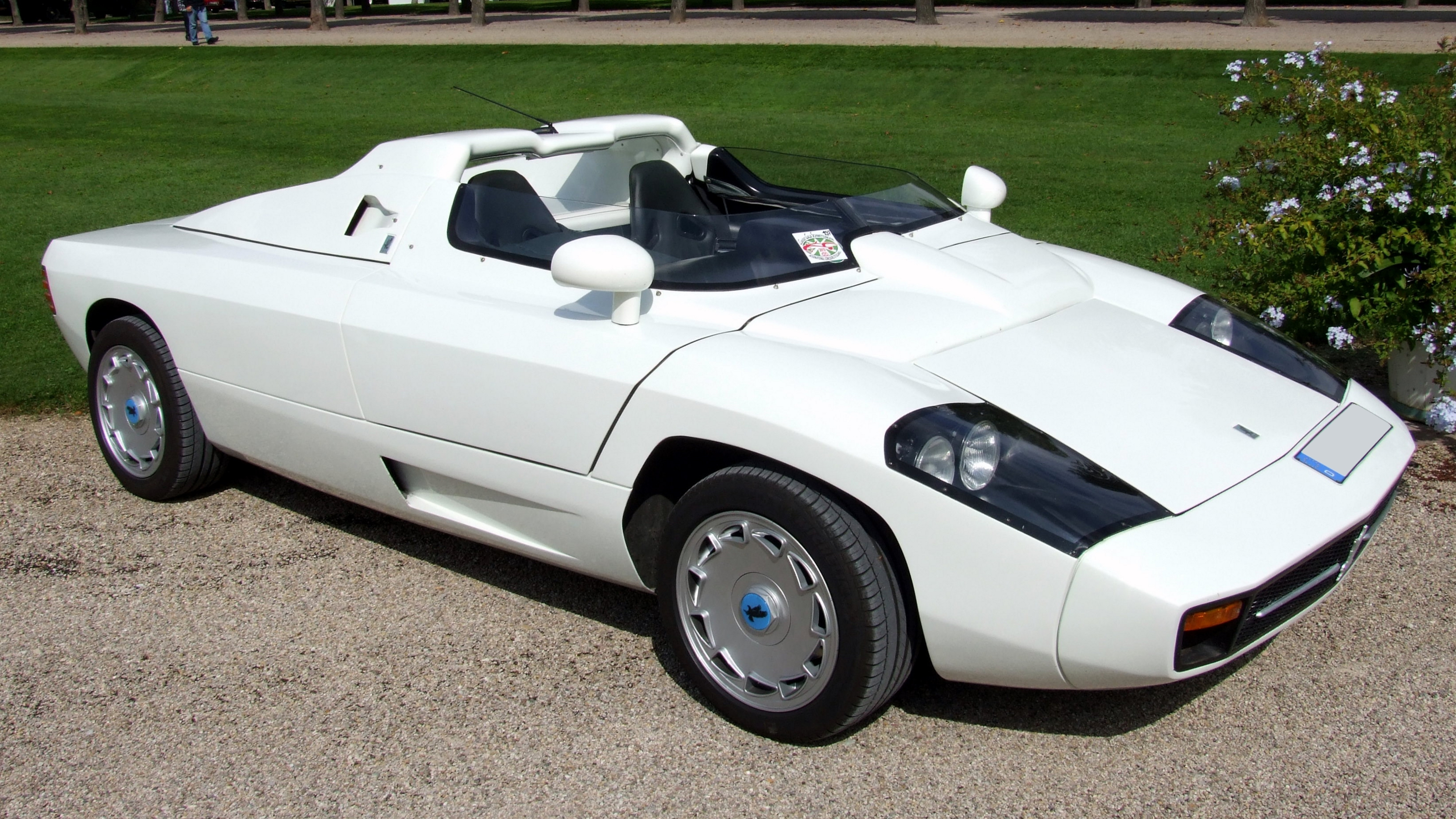
Isdera Spyder

La Isedera spyder est le premier véhicule développé par la marque dès 1982. Il existe en plusieurs versions : Le prototype 033 de 1982, la version 033-16 produite en 1985-1986, et la version 036i produite à partir de 1987 jusqu'à l'arrêt de la production en 1992. Elle dispose de portes en élytres.
Le prototype de 1982 est équipé d'un moteur de 134 ch qui lui permet d'atteindre 220 km/h de vitesse de pointe.
La version 033-16 est quant à elle équipée d'un moteur de 188 ch pour une vitesse de maximale de 232 km/h.
En 1987, Isdera sort sa Spyder 036i qui dispose d'un moteur 6 cylindres en ligne de 3 litres développant jusqu'à 228 ch et une transmission manuelle à 5 rapports. Avec un poids de 970 kg, elle atteint une vitesse maximale de 262 km/h.

### Isdera Commendatore 112i
En 1993, Isdera dévoile sa Commendatore 112i qui, pour un poids de 1 450 kg atteint la vitesse maximale de 342 km/h. La voiture dispose d'un moteur V12 Mercedes-Benz de 6 litres développant 402 chevaux et une transmission manuelle à 6 vitesses. Elle dispose de portes papillon, un ajustement électronique du châssis qui abaisse la voiture à haute vitesse et d'un frein aérodynamique automatique. La 112i est présente dans le jeu vidéo Need for Speed II.

### Silver Arrow C112i

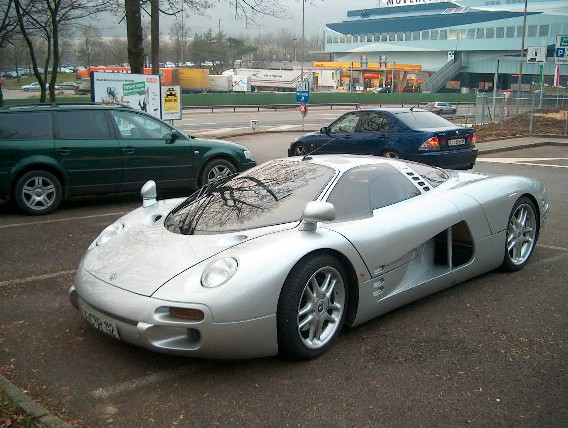

En 1999, Isdera produit un prototype entièrement fonctionnel appelé Silver Arrow C112i. Ce véhicule reprend la carrosserie et le châssis de la Commendatore 112i mais est mu par un V12 Mercedes-Benz de 400 chevaux (300 kW).

### AK116i Autobahnkurier

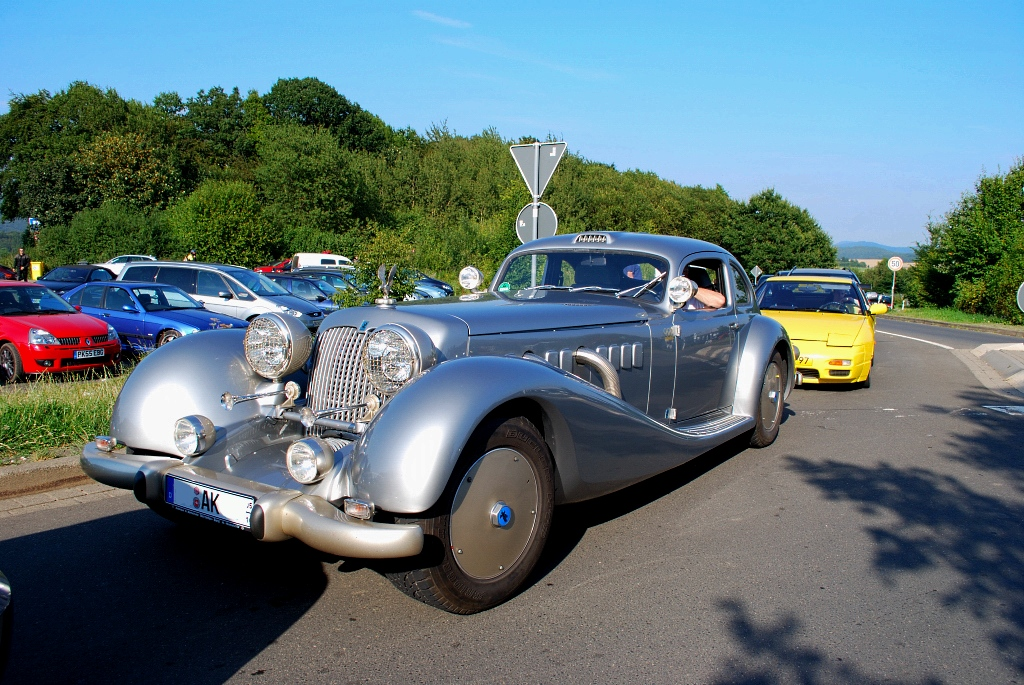
AK116i Autobahnkurier.

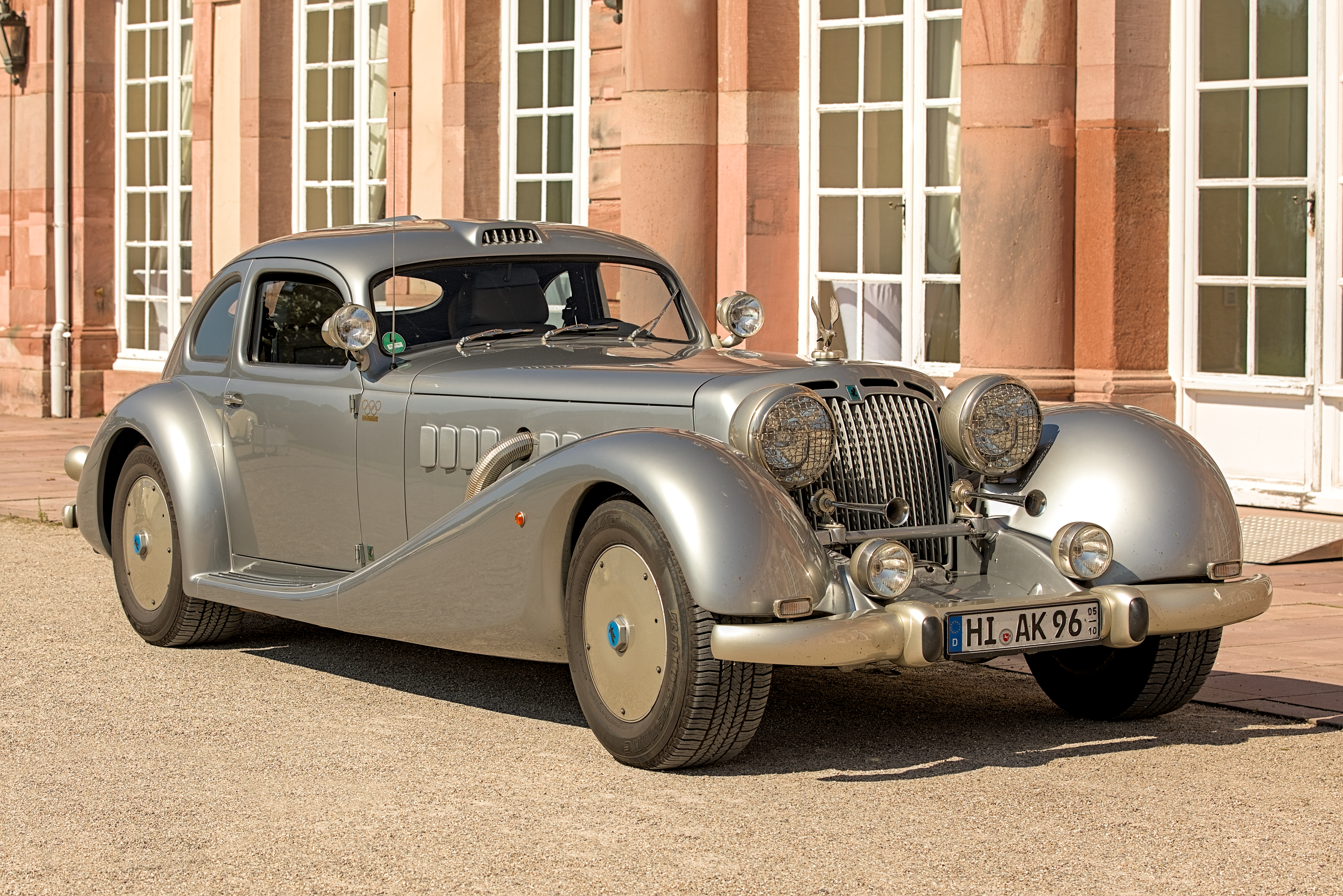
Isdera AK116i Autobahnkurier.

En 2006, Isdera dévoile l'AK116i Autobahnkurier, un véhicule au style controversé s'inspirant des automobiles de tourisme des années 1930, mu par deux moteurs V8 Mercedes-Benz, un pour chaque essieu.
Au Total, ces moteurs fournissent 608 ch pour un couple maximal de 900 N m. La vitesse maximale est de 242 km/h et la consommation peut atteindre 40 L/100km.

### Isdera Commendatore GT

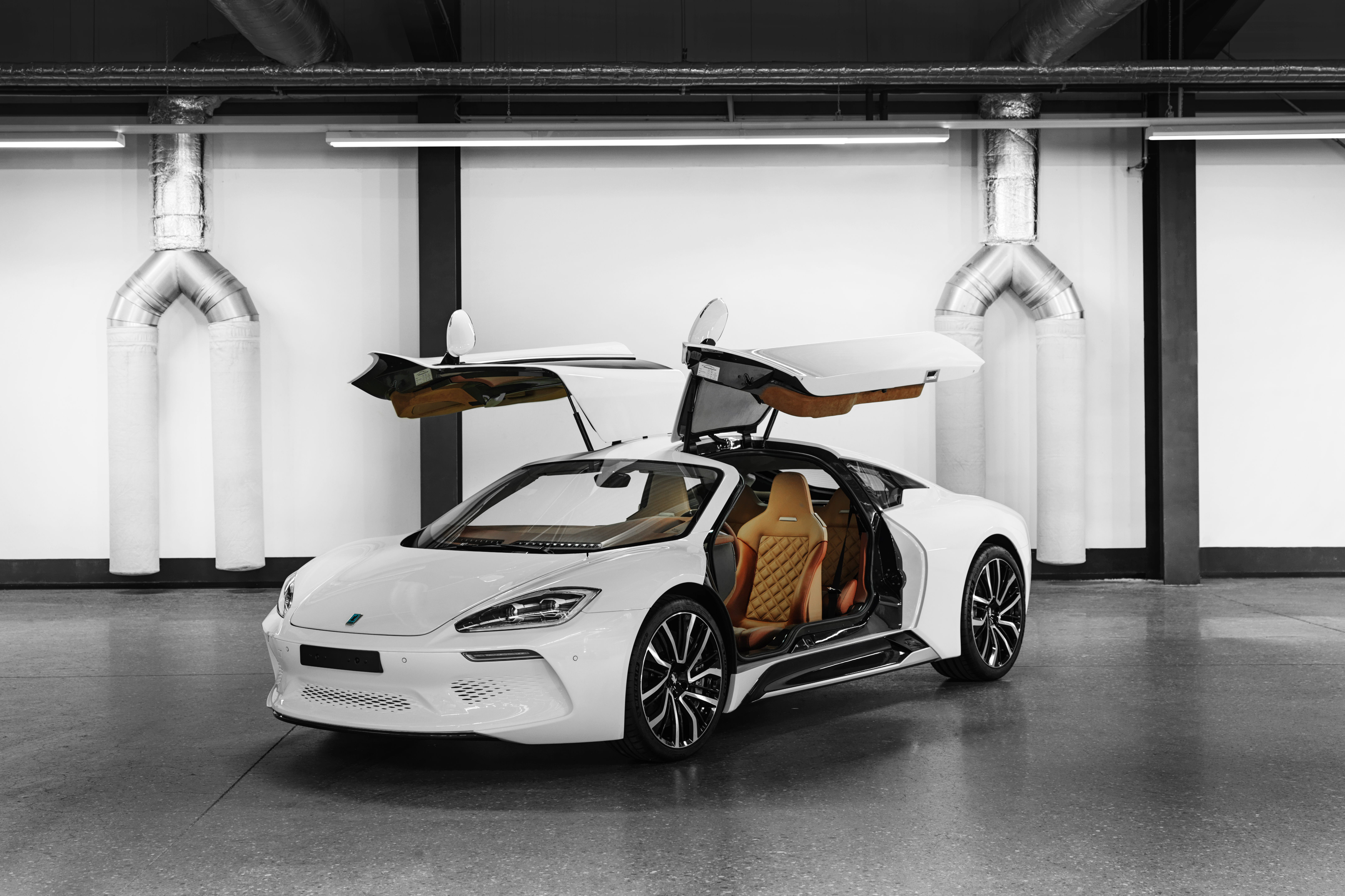

En 2018 à Pekin, Isdera présente le modèle Commendatore GT, le premier véhicule électrique de la marque. il est équipé de deux moteurs pour une puissance totale de 804 ch. Sa batterie de 105 kWh lui assure une autonomie de 500 km en cycle WLTP.
Le constructeur annonce un couple de 1 350 N m,le 0-100 km/h en 3,8 secondes et une vitesse maximale de 302 km/h.